# Діддерзе
Діддерзе (нім. Didderse) — громада в Німеччині, розташована в землі Нижня Саксонія. Входить до складу району Гіфгорн. Складова частина об'єднання громад Папентайх.
Площа — 7,41 км2. Населення становить 1321 ос. (станом на 31 грудня 2021).

## Галерея

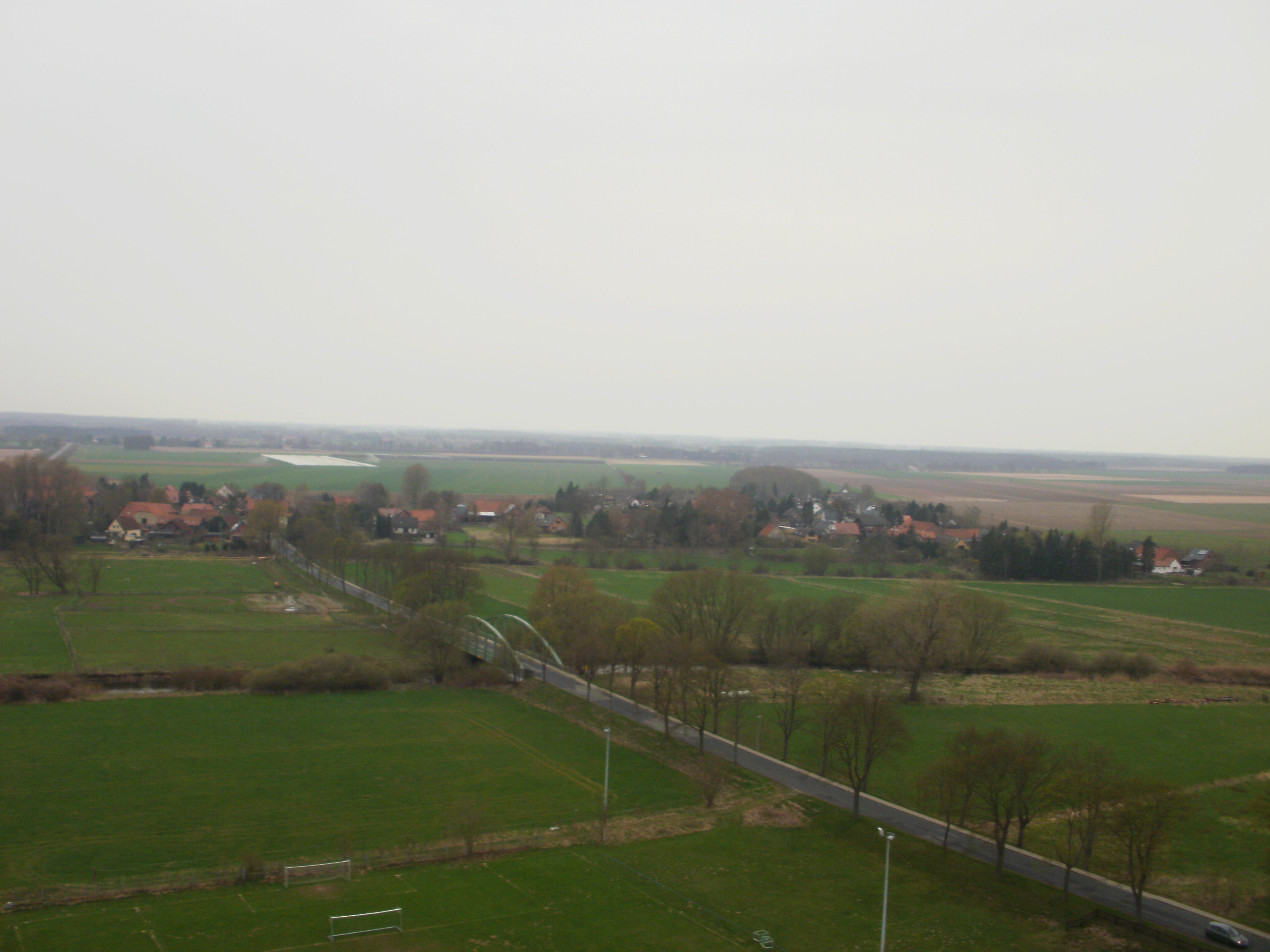